# جورج إميري ويلر
جورج إميري ويلر (بالإنجليزية: George Emery Weller)‏ هو قاضي أمريكي، ولد في 24 أغسطس 1857 في سانت بول في الولايات المتحدة، وتوفي في 17 مايو 1932 في اتلانتيك سيتي في الولايات المتحدة.